# Mebabane
Mebabane ou Mbabane é a capital de Essuatíni e do distrito de Hhohho e maior cidade do país. Localizada nas Montanhas Medimba, é o centro administrativo e comercial da região circundante. A sua população é estimada em 94 874 habitantes (2010).
A fronteira mais próxima com a África do Sul é o Piggs Peak. Apesar de o suázi ser o idioma mais usado, o uso do inglês é comum. A cidade baseia-se economicamente no turismo e na exportação de açúcar. Existe extração de estanho e ferro perto de Mbabane. A temperatura média é de 15 °C em julho e de 22 °C em janeiro.

## História
Mebabane foi fundada em 1887 por Mickey Wells, no local onde a rota República do Transvaal—Moçambique Português cruzava o rio Mebabane. Seu nome deriva de um chefe tribal chamado Mbabane Kunene, que vivia na área quando os colonos britânicos chegaram.
A cidade cresceu depois que o centro administrativo da nação mudou de Bremersdorp (na atualidade chamada de Manzini) em 1902, sendo declarada a capital do novo Protetorado da Suazilândia.
Durante este tempo, Mebabane era constituída de algumas lojas, igrejas e escolas fundadas por colonos brancos. Os negros africanos não tinham permissão para viver na cidade e tinham que residir em distritos rurais próximos. Na década de 1930, Mebabane tinha eletricidade, água encanada, conexão telefônica e um hospital.
Antes da Segunda Guerra Mundial, a maioria dos suázis vivia em distritos rurais e trabalhavam fora de Essuatíni, o que impedia o crescimento da cidade.
Depois da guerra, a criação de escolas profissionais na cidade, a chegada do Caminho de Ferro de Goba ligando Maputo às minas na África do Sul e os recursos de investimento estrangeiro dentro do país (particularmente açúcar) contribuíram para o crescimento da cidade. Mebabane tornou-se o centro de desenvolvimento do distrito de Hhohho.
Nos anos que se seguiram à independência, edifícios governamentais como o Consulado Britânico foram construídos em Mebabane. Um maior crescimento foi alcançado por meio do crescimento da indústria do turismo em Essuatíni, da qual Mebabane se tornou o centro.
Na atualidade Mebabane possui muitos hotéis e locais de recreação, como clubes e campos de golfe, que atendem aos turistas.

## Infraestrutura

### Transportes
A cidade é atravessada pela rodovia MR3, que a liga a Ngwenya (oeste) e a Lobamba (leste). Outra rodovia importante é a MR19, que a liga com Mhlambanyatsi (ao sul).

### Educação
A cidade possui um campus da Universidade de Essuatíni (UNESWA), a maior e mais prestigiosa do país, além de sediar a Escola Superior de Tecnologia de Essuatíni (ECOT), a Universidade Cristã do Essuatíni e a Escola Superior Mananga.

## Política

### Cidades-irmãs
- Fort Worth, EUA
- Taipei, Taiwan